# غاري إم. رينولدز
غاري إم. رينولدز (بالإنجليزية: Gary M. Reynolds)‏ هو شخصية أعمال أمريكي، ولد في 21 يونيو 1952 في ميلواكي في الولايات المتحدة.